# Công chúa giá đáo
Công chúa giá đáo, (tiếng Trung: 公主嫁到, tiếng Anh: Can't Buy Me Love) là một bộ phim truyền hình TVB Hồng Kông năm 2010. Bộ phim được phát sóng lần đầu vào ngày 23 tháng 8 năm 2010. Dựa vào thành công của bộ phim Cung Tâm Kế (2009), TVB làm tiếp bộ phim này với dàn diễn viên gần như giữ nguyên và một nội dung mới. Bộ phim đã nhận được nhiều giải thưởng trên khắp châu Á Thái Bình Dương và tập cuối cùng của nó là tập phim TVB được đánh giá cao nhất từ 10 năm trở lại đây với 45 điểm.

## Tóm tắt nội dung
Lấy bối cảnh triều đại Nhà Đường của Trung Quốc, Công chúa giá đáo kể câu chuyện về nàng Tam công chúa Chiêu Dương là con gái cưng của vua Đường Thái Tông, tuy rất xinh đẹp nhưng cũng rất ngang bướng nên không ai dám cưới.
Gia đình họ Kim có tiệm vàng lớn nhất kinh đô Trường An, nhưng vì bị lừa gạt dẫn đến việc kinh doanh gặp khó khăn. Con trai thứ hai là Kim Đa Lộc phải kết hôn với Tam công chúa để cứu vãn tiệm vàng của gia đình và đồng thời họ sẽ có quyền sản xuất đồ dùng bằng vàng cho hoàng gia. Tam công chúa đồng ý kết hôn vì nếu không cô sẽ bị ép phải kết hôn với vua Thổ Phồn là Tùng Tán Cán Bố, đây là mưu đồ độc ác của Vi quý phi.
Sau khi kết hôn với Kim Đa Lộc, Tam công chúa mang rất nhiều người hầu đến Kim gia và liên tục xảy ra mâu thuẫn với các thành viên trong nhà họ Kim. Tam công chúa mang theo Tư Đồ Ngân Bình - người được Thôi Thái Phi phong làm Kim bài cận thân của Tam công chúa và sau này trở thành vợ của Đinh Hữu Duy - đến Kim gia.
Tam công chúa ban đầu muốn rời khỏi Kim gia vì cô hiểu lầm rằng mọi người trong Kim gia đều không thích và nói xấu cô, nhưng khi cô biết được các công chúa khác đang cá cược về việc này nên cô quyết định vẫn ở lại. Sau đó, nhiều biến cố xảy ra, cô và Kim Đa Lộc dần nảy sinh tình cảm rồi yêu nhau. Khi Kim gia bị kết tội vì làm trái thánh chỉ, cô phải hòa ly với Kim Đa Lộc để bí mật tìm cách giúp Kim gia. Sau khi mọi chuyện được giải quyết êm xuôi, cả gia đình lại sống hòa thuận và hạnh phúc bên nhau.

## Thông tin thêm
Sau thành công vang dội của bộ phim Cung Tâm Kế, việc quay một bộ phim hài có bối cảnh tương tự đã được công bố. Công chúa giá đáo đã được giới thiệu trong clip giới thiệu doanh thu của TVB năm 2010, được phát hành ngay sau buổi công bố Giải thưởng thường niên TVB 2010 và trở thành bộ phim truyền hình được mong đợi nhất năm 2010 tại Hồng Kông.
Bộ phim được xem như phần tiếp theo của Cung Tâm Kế do có diễn viên, trang phục và cột mốc thời gian (triều đại Nhà Đường) gần giống nhau. Cả hai bộ phim cũng có các cảnh quay hoàng cung tương tự nhau, mặc dù Công chúa giá đáo có nhiều cảnh quay ở ngoài hoàng cung hơn. Tuy nhiên, thể loại của hai bộ phim lại hoàn toàn khác nhau (Cung tâm kế là sử thi hoàng cung lịch sử, còn Công chúa giá đáo là tình cảm hài kịch lịch sử). Và hai bộ phim này đều có cùng một nhà sản xuất, giám chế Mai Tiểu Thanh.
Để nắm bắt sự cường thịnh của Nhà Đường, các bộ trang phục trong phim đã được thiết kế công phu và bắt mắt như Cung Tâm Kế. Vấn đề trang phục đã được TVB đầu tư cho các loạt phim lớn trước đây, đặc biệt là hai bộ phim Thâm cung nội chiến và Quyền Lực Đen Tối. Trang phục trong bộ phim Công chúa giá đáo đã được đầu tư rất kỹ lưỡng để khán giả hài lòng và nhớ mãi. Một sự kiện về trang phục của bộ phim đã được tổ chức vào ngày ngày 17 tháng 12 năm 2009 vào lúc 0 giờ 30 phút sáng tại Hồng Kông, trước Đền Thiếu Lâm của TVB City với sự tham gia của hầu hết các diễn viên. Một buổi lễ đã được tổ chức cho bộ phim vào ngày ngày 26 tháng 10 năm 2010. Chiếc mũ đội đầu nặng nề đã gây ra khó khăn cho các diễn viên, đặc biệt là chiếc mũ cưới mà Xa Thi Mạn phải đội. Nó đã dẫn đến các thương tích và sự khó chịu cho các diễn viên trong suốt quá trình quay.
Việc quay phim hoàn thành vào tháng 4 năm 2010. Ba đoạn giới thiệu phim cũng chính thức được công chiếu gần ngày phát hành phim. Kênh Astro on Demand của Malaysia cũng phát các trailer của bộ phim. Vì khi vừa công chiếu các tập đầu, bộ phim được đánh giá khá cao nên một sự kiện ăn mừng đã được lên kế hoạch. Tuy nhiên,vì vụ khủng bố bắt giữ con tin ở Philippines, sự kiện ăn mừng đã bị hủy bỏ vì thảm kịch. Sau đó, Cơ quan phát thanh truyền hình Hồng Kông đã nhận được khiếu nại về việc một bộ phim hài được phát sóng vào thời điểm bi thảm.

## Diễn viên

### Nhà họ Kim
| Diễn viên                 | Vai diễn              | Biệt danh/Mối quan hệ |
| ------------------------- | --------------------- | --- |
| Lý Hương Cầm              | Kim thái phu nhân     | Bà nội, Thái phu nhân Mẹ của Kim Đa Tấn Bà nội của Kim Đa Phúc, Kim Đa Lộc, Kim Đa Thọ Mẹ chồng của Quảng Bảo Hiền, Đinh Lai Hỉ Bà nội chồng của Nguyễn Tiểu Ngọc, Chiêu Dương công chúa, Ngô Tứ Đức Bà cố của Kim Kì Kì, Kim Sa Sa, Kim Mĩ Mĩ, Kim Mẫn Mẫn, Kim Hoa Người yêu cũ của Đường Cao Tổ |
|                           | Kim Đa Tấn            | Con của Kim thái phu nhân Chồng của Quảng Bảo Hiền, Đinh Lai Hỉ Cha của Kim Đa Phúc, Kim Đa Lộc, Kim Đa Thọ Đã mất |
|                           | Quảng Bảo Hiền        | Vợ của Kim Đa Tấn Con dâu lớn của Kim thái phu nhân Mẹ của Kim Đa Phúc, Kim Đa Lộc Mẹ lớn của Kim Đa Thọ Đã mất |
| Mạch Hạo Nhi (thời trẻ)   | Đinh Lai Hỉ           | Nhị phu nhân Người đứng đầu Giám Kim Hiệu Vợ lẽ của Kim Đa Tấn Mẹ của Kim Đa Thọ Mẹ kế của Kim Đa Phúc, Kim Đa Lộc Con dâu kế của Kim thái phu nhân Mẹ chồng của Nguyễn Tiểu Ngọc, Chiêu Dương công chúa, Ngô Tứ Đức Bà nội của Kim Kì Kì, Kim Sa Sa, Kim Mĩ Mĩ, Kim Mẫn Mẫn, Kim Hoa Chị họ của Đinh Tài Vượng, từng bị Đinh Tài Vượng hại nhà tan cửa nát, mất mẹ, được Kim gia cứu giúp Cô họ của Đinh Hữu Duy                                |
| Quan Cúc Anh              | Đinh Lai Hỉ           | Nhị phu nhân Người đứng đầu Giám Kim Hiệu Vợ lẽ của Kim Đa Tấn Mẹ của Kim Đa Thọ Mẹ kế của Kim Đa Phúc, Kim Đa Lộc Con dâu kế của Kim thái phu nhân Mẹ chồng của Nguyễn Tiểu Ngọc, Chiêu Dương công chúa, Ngô Tứ Đức Bà nội của Kim Kì Kì, Kim Sa Sa, Kim Mĩ Mĩ, Kim Mẫn Mẫn, Kim Hoa Chị họ của Đinh Tài Vượng, từng bị Đinh Tài Vượng hại nhà tan cửa nát, mất mẹ, được Kim gia cứu giúp Cô họ của Đinh Hữu Duy                                |
| Lưu Tuyển Hiền (thời trẻ) | Kim Đa Phúc           | Đại thiếu gia Cháu nội trưởng của Kim thái phu nhân Con trai trưởng của Kim Đa Tấn, Quảng Bảo Hiền Con trai kế của Đinh Lai Hỉ Anh cùng mẹ của Kim Đa Lộc Anh khác mẹ của Kim Đa Thọ Chồng của Nguyễn Tiểu Ngọc Cha của Kim Kì Kì, Kim Sa Sa, Kim Mĩ Mĩ, Kim Mẫn Mẫn Anh họ của Đinh Hữu Duy |
| Nguyễn Triệu Tường        | Kim Đa Phúc           | Đại thiếu gia Cháu nội trưởng của Kim thái phu nhân Con trai trưởng của Kim Đa Tấn, Quảng Bảo Hiền Con trai kế của Đinh Lai Hỉ Anh cùng mẹ của Kim Đa Lộc Anh khác mẹ của Kim Đa Thọ Chồng của Nguyễn Tiểu Ngọc Cha của Kim Kì Kì, Kim Sa Sa, Kim Mĩ Mĩ, Kim Mẫn Mẫn Anh họ của Đinh Hữu Duy |
| Chu Ỷ Văn (thời trẻ)      | Nguyễn Tiểu Ngọc      | Đại thiếu phu nhân Vợ của Kim Đa Phúc Mẹ của Kim Kì Kì, Kim Sa Sa, Kim Mĩ Mĩ, Kim Mẫn Mẫn Con dâu lớn của Kim Đa Tấn, Quảng Bảo Hiền Con dâu kế của Đinh Lai Hỉ Cháu dâu lớn của Kim thái phu nhân Chị dâu của Kim Đa Lộc, Kim Đa Thọ |
| Lý Thi Hoa                | Nguyễn Tiểu Ngọc      | Đại thiếu phu nhân Vợ của Kim Đa Phúc Mẹ của Kim Kì Kì, Kim Sa Sa, Kim Mĩ Mĩ, Kim Mẫn Mẫn Con dâu lớn của Kim Đa Tấn, Quảng Bảo Hiền Con dâu kế của Đinh Lai Hỉ Cháu dâu lớn của Kim thái phu nhân Chị dâu của Kim Đa Lộc, Kim Đa Thọ |
| Tạ Lãng Đình (thời trẻ)   | Kim Đa Lộc            | Nhị thiếu gia, Tam phò mã, Phò mã gia Cháu nội thứ của Kim thái phu nhân Con trai thứ của Kim Đa Tấn, Quảng Bảo Hiền Con trai kế của Đinh Lai Hỉ Em cùng mẹ của Kim Đa Phúc Anh khác mẹ của Kim Đa Thọ Chồng của Chiêu Dương công chúa Cha của Kim Hoa Anh họ của Đinh Hữu Duy Bẩm sinh cơ thể suy nhược Hòa ly với Chiêu Dương công chúa ở tập 31, sau đó tái hợp Thành thân lần hai với Chiêu Dương công chúa ở tập 32 Xem thêm tại Hoàng cung |
| Trần Hào                  | Kim Đa Lộc            | Nhị thiếu gia, Tam phò mã, Phò mã gia Cháu nội thứ của Kim thái phu nhân Con trai thứ của Kim Đa Tấn, Quảng Bảo Hiền Con trai kế của Đinh Lai Hỉ Em cùng mẹ của Kim Đa Phúc Anh khác mẹ của Kim Đa Thọ Chồng của Chiêu Dương công chúa Cha của Kim Hoa Anh họ của Đinh Hữu Duy Bẩm sinh cơ thể suy nhược Hòa ly với Chiêu Dương công chúa ở tập 31, sau đó tái hợp Thành thân lần hai với Chiêu Dương công chúa ở tập 32 Xem thêm tại Hoàng cung |
| Trần Thi Tuệ (thời trẻ)   | Chiêu Dương công chúa | Chiêu Dương Tam công chúa, Tam công chúa, Nhị thiếu phu nhân, Tiểu Chiêu Vợ của Kim Đa Lộc Mẹ của Kim Hoa Con dâu thứ của Kim Đa Tấn, Quảng Bảo Hiền Con dâu kế của Đinh Lai Hỉ Cháu dâu thứ của Kim thái phu nhân Con gái của Đường Thái Tông Chị em tốt của Tư Đồ Ngân Bình, Ngô Tứ Đức Vì cứu nhà họ Kim nên phải hòa ly với Kim Đa Lộc ở tập 31, sau đó tái hợp Thành thân lần hai với Kim Đa Lộc ở tập 32 Xem thêm tại Hoàng cung           |
| Xa Thi Mạn                | Chiêu Dương công chúa | Chiêu Dương Tam công chúa, Tam công chúa, Nhị thiếu phu nhân, Tiểu Chiêu Vợ của Kim Đa Lộc Mẹ của Kim Hoa Con dâu thứ của Kim Đa Tấn, Quảng Bảo Hiền Con dâu kế của Đinh Lai Hỉ Cháu dâu thứ của Kim thái phu nhân Con gái của Đường Thái Tông Chị em tốt của Tư Đồ Ngân Bình, Ngô Tứ Đức Vì cứu nhà họ Kim nên phải hòa ly với Kim Đa Lộc ở tập 31, sau đó tái hợp Thành thân lần hai với Kim Đa Lộc ở tập 32 Xem thêm tại Hoàng cung           |
| Ngô Nặc Hoằng (thời trẻ)  | Kim Đa Thọ            | Tam thiếu gia Cháu nội út của Kim thái phu nhân Con của Kim Đa Tấn, Đinh Lai Hỉ Con trai kế của Quảng Bảo Hiền Em khác mẹ của Kim Đa Phúc, Kim Đa Lộc Thành thân với Ngô Tứ Đức ở tập 32 Cháu họ của Đinh Tài Vượng, Mễ Nhân Từ Em họ của Đinh Hữu Duy |
| Huỳnh Hạo Nhiên           | Kim Đa Thọ            | Tam thiếu gia Cháu nội út của Kim thái phu nhân Con của Kim Đa Tấn, Đinh Lai Hỉ Con trai kế của Quảng Bảo Hiền Em khác mẹ của Kim Đa Phúc, Kim Đa Lộc Thành thân với Ngô Tứ Đức ở tập 32 Cháu họ của Đinh Tài Vượng, Mễ Nhân Từ Em họ của Đinh Hữu Duy |
| Vương Chỉ Lam (thời trẻ)  | Ngô Tứ Đức            | A Tứ, Tam thiếu phu nhân Lúc đầu là người giúp việc của kim gia, "đại sứ hòa bình" giữa nhà họ Kim và phủ công chúa Thành thân với Kim Đa Thọ ở tập 32 Con dâu của Kim Đa Tấn, Đinh Lai Hỉ Cháu dâu út của Kim thái phu nhân Chị em tốt của Chiêu Dương công chúa, Tư Đồ Ngân Bình Con gái nuôi của Đường Thái Tông Xem thêm tại Hoàng cung |
| Chung Gia Hân             | Ngô Tứ Đức            | A Tứ, Tam thiếu phu nhân Lúc đầu là người giúp việc của kim gia, "đại sứ hòa bình" giữa nhà họ Kim và phủ công chúa Thành thân với Kim Đa Thọ ở tập 32 Con dâu của Kim Đa Tấn, Đinh Lai Hỉ Cháu dâu út của Kim thái phu nhân Chị em tốt của Chiêu Dương công chúa, Tư Đồ Ngân Bình Con gái nuôi của Đường Thái Tông Xem thêm tại Hoàng cung |
| Trang Đĩnh Hân            | Kim Kì Kì             | Cháu cố lớn của Kim thái phu nhân Cháu nội lớn của Kim Đa Tấn, Quảng Bảo Hiền Cháu nội kế của Đinh Lai Hỉ Con gái lớn của Kim Đa Phúc, Nguyễn Tiểu Ngọc Cháu gái của Kim Đa Lộc, Kim Đa Thọ Chị lớn của Kim Sa Sa, Kim Mĩ Mĩ, Kim Mẫn Mẫn Chị họ của Kim Hoa |
|                           | Kim Sa Sa             | Cháu cố của Kim thái phu nhân Cháu nội thứ của Kim Đa Tấn, Quảng Bảo Hiền Cháu nội kế của Đinh Lai Hỉ Con gái thứ của Kim Đa Phúc, Nguyễn Tiểu Ngọc Cháu gái của Kim Đa Lộc, Kim Đa Thọ Em của Kim Kì Kì Chị của Kim Mĩ Mĩ, Kim Mẫn Mẫn Chị họ của Kim Hoa |
|                           | Kim Mĩ Mĩ             | Cháu cố của Kim thái phu nhân Cháu nội thứ của Kim Đa Tấn, Quảng Bảo Hiền Cháu nội kế của Đinh Lai Hỉ Con gái thứ của Kim Đa Phúc, Nguyễn Tiểu Ngọc Cháu gái của Kim Đa Lộc, Kim Đa Thọ Em của Kim Kì Kì, Kim Sa Sa Chị của Kim Mẫn Mẫn Chị họ của Kim Hoa |
|                           | Kim Mẫn Mẫn           | Cháu cố của Kim thái phu nhân Cháu nội thứ của Kim Đa Tấn, Quảng Bảo Hiền Cháu nội kế của Đinh Lai Hỉ Con gái thứ của Kim Đa Phúc, Nguyễn Tiểu Ngọc Cháu gái của Kim Đa Lộc, Kim Đa Thọ Em của Kim Kì Kì, Kim Sa Sa, Kim Mĩ Mĩ Chị họ của Kim Hoa |
| Trần Thi Tuệ              | Kim Hoa               | Tiểu công chúa Cháu cố thứ của Kim thái phu nhân Cháu nội thứ của Kim Đa Tấn, Quảng Bảo Hiền Cháu nội kế của Đinh Lai Hỉ Con gái lớn của Kim Đa Lộc, Chiêu Dương công chúa Cháu gái của Kim Đa Phúc, Kim Đa Thọ Em họ của Kim Kì Kì, Kim Sa Sa, Kim Mĩ Mĩ, Kim Mẫn Mẫn Cháu ngoại của Đường Thái Tông |
| Lương Già Vịnh            | Tiểu Lan              | Người hầu của Kim gia |
| Triệu Tịnh Nghi           | Lương Thìn            | Người hầu của Kim gia |
| Trần Tư Tề                | Mĩ Cảnh               | Người hầu của Kim gia |
| Lương Lệ Oánh             | Tiểu Hà               | Người hầu của Kim gia |
| Thẩm Khả Hân              | Tiểu Cúc              | Người hầu của Kim gia |
| Chiêu Lệ Hân              | Tiểu Trúc             | Người hầu của Kim gia |

### Nhà họ Đinh
| Diễn viên               | Vai diễn        | Biệt danh/Mối quan hệ |
| ----------------------- | --------------- | --- |
| Lý Quốc Lân             | Đinh Tài Vượng  | Ông chủ của tiệm vàng Đỉnh Phong Hiệu Chồng của Mễ Nhân Từ Cha nuôi của Đinh Hữu Duy Em họ của Đinh Lai Hỉ Cậu họ của Kim Đa Phúc, Kim Đa Lộc, Kim Đa Thọ |
| Hàn Mã Lợi              | Mễ Nhân Từ      | Bà chủ của tiệm vàng Đỉnh Phong Hiệu Vợ của Đinh Tài Vượng Mẹ nuôi của Đinh Hữu Duy Mợ họ của Kim Đa Phúc, Kim Đa Lộc, Kim Đa Thọ Chống đối với Từ Thiền Bị bệnh tim |
| Lữ San                  | Từ Thiền        | Con cóc Bắt cóc Đinh Hữu Duy bán cho Đinh Tài Vượng Tự nhận là em kết nghĩa và uy hiếp Đinh Tài Vượng Bị giết ở tập 26 bởi La Đạo Viễn |
| Mã Quốc Minh            | Đinh Hữu Duy    | Quan mai Con nuôi của Đinh Tài Vượng, Mễ Nhân Từ Con ruột của La Đạo Viễn, Phương Khắc Lan Thành thân với Tư Đồ Ngân Bình ở tập 32 Tự xưng: Kim phủ kim xứng công bằng công chính thiên tử thọ mệnh kim bài quan mai Đinh Hữu Duy Cháu họ của Đinh Lai Hỉ Em họ của Kim Đa Phúc, Kim Đa Lộc Anh họ của Kim Đa Thọ Là người Đột Quyết Xem thêm tại Nhà họ La                                                   |
| Lương Vĩ Hân (thời trẻ) | Tư Đồ Ngân Bình | Cung nữ cận thân của Chiêu Dương công chúa Thành thân với Đinh Hữu Duy ở tập 32 Chị em tốt của Chiêu Dương công chúa, Ngô Tứ Đức Tự xưng: Đương triều Tam công chúa cẩm phụng triều hoàng tả hữu hộ pháp Thái phi ngự tứ kim bài cận thân Tư Đồ Ngân Bình Có thù với người Đột Quyết Trung thành tuyệt đối với Chiêu Dương công chúa, có võ công cao cường Xem thêm tại Cung nữ và thái giám trong hoàng cung |
| Trần Pháp Lạp           | Tư Đồ Ngân Bình | Cung nữ cận thân của Chiêu Dương công chúa Thành thân với Đinh Hữu Duy ở tập 32 Chị em tốt của Chiêu Dương công chúa, Ngô Tứ Đức Tự xưng: Đương triều Tam công chúa cẩm phụng triều hoàng tả hữu hộ pháp Thái phi ngự tứ kim bài cận thân Tư Đồ Ngân Bình Có thù với người Đột Quyết Trung thành tuyệt đối với Chiêu Dương công chúa, có võ công cao cường Xem thêm tại Cung nữ và thái giám trong hoàng cung |

### Hoàng cung
| Diễn viên         | Vai diễn                                                    | Biệt danh/Mối quan hệ |
| ----------------- | ----------------------------------------------------------- | --- |
| Tạ Tuyết Tâm      | Thôi thái phi                                               | Thôi tần (thời Đường Cao Tổ) Phi của Đường Cao Tổ Bà cố của Kim Hoa Cai quản hậu cung |
| Quách Phong       | Lý Thế Dân                                                  | Đường Thái Tông Chồng của Vi quý phi, Tôn quý phi, Hiền phi, Trưởng Tôn hoàng hậu Cha của Vĩnh Hà công chúa, Thanh Vân công chúa, Chiêu Dương công chúa, Xuyên Bình công chúa, Tấn Hoài công chúa Cha vợ của Triệu Hoằng, Khổng Chí Cung, Kim Đa Lộc, Trịnh Phổ, Thái Đức Lượng Cha nuôi của Ngô Tứ Đức Cha vợ nuôi của Kim Đa Thọ Ông ngoại của Kim Hoa |
| Huệ Anh Hồng      | Vi quý phi                                                  | Phi tần của Đường Thái Tông Luôn hãm hại Chiêu Dương công chúa Tự sát chết ở tập 28 |
| Dương Trác Na     | Tôn quý phi                                                 | Ái phi của Đường Thái Tông Mẹ kế và là bạn tốt của Chiêu Dương công chúa Bà ngoại kế của Chiêu Hoa |
| Trần Mẫn Chi      | Vĩnh Hà công chúa                                           | Đại công chúa Con gái lớn của Đường Thái Tông và Trưởng Tôn Hoàng hậu Chị của Thanh Vân công chúa, Chiêu Dương công chúa, Xuyên Bình công chúa, Tấn Hoài công chúa Vợ của Triệu Hoằng Luôn chống đối với Chiêu Dương công chúa Dì lớn của Kim Hoa Tính tình hung dữ và bạo ngược Hãm hại Chiêu Dương công chúa không thành, bị phế làm thường dân hóa điên ở tập 15. Sau cùng, nàng cùng phò mã theo Thôi thái phi đến phật tự tịnh tâm cầu phật. |
| Tiêu Chính Nam    | Triệu Hoằng                                                 | Đại phò mã Chồng của Vĩnh Hà công chúa Bị phế làm thường dân cùng với Vĩnh Hà ở tập 15 |
| Diệp Thúy Thúy    | Thanh Vân công chúa                                         | Nhị công chúa Con gái thứ hai của Đường Thái Tông Em của Vĩnh Hà công chúa Chị của Chiêu Dương công chúa, Xuyên Bình công chúa, Tấn Hoài công chúa Vợ của Khổng Chí Cung Dì hai của Kim Hoa Ly hôn hai lần, tính tình thất thường |
| Cao Quân Hiền     | Khổng Chí Cung                                              | Nhị phò mã Chồng thứ ba của Thanh Vân công chúa |
| Xa Thi Mạn        | Chiêu Dương công chúa                                       | Tam công chúa Con của Đường Thái Tông và Hiền phi Em của Vĩnh Hà công chúa, Thanh Vân công chúa Chị của Xuyên Bình công chúa, Tấn Hoài công chúa Vợ của Kim Đa Lộc Mẹ của Kim Hoa Sống lưu lạc ở thôn Thiên Bình ngoài kinh thành với bà ngoại từ nhỏ, cùng quê với Ngô Tứ Đức, năm 5 tuổi bà ngoại mất được Đường Thái Tông đón vào Hoàng cung và là công chúa được vua cha thương yêu nhất Bị Vi quý phi tráo đổi thân phạn với Ngô Tứ Đức và vu oan ở tập 23 Cùng với Ngô Tứ Đức, Kim Đa Lộc, Vũ Văn Kiệt vạch trần Vi quý phi ở tập 28, được phục hồi thân phận Suýt bị Vũ Văn Kiệt giết cùng với Ngô Tứ Đức ở tập 32 Xem lại Nhà họ Kim |
| Trần Hào          | Kim Đa Lộc                                                  | Tam phò mã Chồng của Chiêu Dương công chúa Cha của Kim Hoa Xem lại Nhà họ Kim |
| Trần Tự Dao       | Xuyên Bình công chúa                                        | Tứ công chúa Con gái thứ tư của Đường Thái Tông Em của Vĩnh Hà công chúa, Thanh Vân công chúa, Chiêu Dương công chúa Chị của Tấn Hoài công chúa Vợ của Trịnh Phổ Dì tư của Kim Hoa |
| Lý Thiên Tường    | Trịnh Phổ                                                   | Tứ phò mã Chồng của Xuyên Bình công chúa |
| Lý Tư Hân         | Tấn Hoài công chúa                                          | Ngũ công chúa Con gái thứ năm của Đường Thái Tông Em của Vĩnh Hà công chúa, Thanh Vân công chúa, Chiêu Dương công chúa, Xuyên Bình công chúa Vợ của Thái Đức Lượng Dì năm của Kim Hoa Hòa ly với Thái Đức Lượng ở tập 28, suýt bị gả sang Thổ Phồn, sau đó tái hợp |
| Trương Dĩnh Khang | Thái Đức Lượng                                              | Ngũ phò mã Chồng của Tấn Hoài công chúa Hòa ly với Tấn Hoài công chúa ở tập 28, sau đó tái hợp |
| Chung Gia Hân     | Ngô Tứ Đức - Đức Thiện công chúa (Nghĩa nữ Đường Thái Tông) | Đức Thiện công chúa Cùng quê với Chiêu Dương công chúa Bị Vi quý phi tráo đổi thân phận với Chiêu Dương công chúa ở tập 23 Vạch trần Vi quý phi và được Đường Thái Tông nhận làm con gái nuôi ở tập 28 Bị Vũ Văn Kiệt lợi dụng và suýt bị giết cùng với Chiêu Dương công chúa ở tập 32 Xem lại Nhà họ Kim |
| Trần Thi Tuệ      | Kim Hoa                                                     | Tiểu công chúa Con gái của Chiêu Dương công chúa và Kim Đa Lộc Cháu ngoại của Đường Thái Tông Cháu của Vĩnh Hà công chúa, Thanh Vân công chúa, Xuyên Bình công chúa, Tấn Hoài công chúa Xem lại Nhà họ Kim |

### Nhà họ La
| Diễn viên       | Vai diễn        | Biệt danh/Mối quan hệ |
| --------------- | --------------- | --- |
| Tưởng Chí Quang | La Đạo Viễn     | Thiếu phủ giám Là người Đột Quyết Chồng của Phương Khắc Lan Cha ruột của Đinh Hữu Duy Thuộc hạ của Vũ Văn Kiệt Gián điệp của Đột Quyết cài vào triều đình nhằm lật đổ nhà Đường Bị Vương Manh giết ở tập 32 |
| Trương Mĩ Ni    | Phương Khắc Lan | Vợ của La Đạo Viễn Mẹ ruột của Đinh Hữu Duy Đã mất |
| Mã Quốc Minh    | Đinh Hữu Duy    | Con ruột của La Đạo Viễn, Phương Khắc Lan Xem lại Nhà họ Đinh |

### Cung nữ và thái giám trong hoàng cung
| Diễn viên         | Vai diễn         | Biệt danh/Mối quan hệ |
| ----------------- | ---------------- | --- |
| Tô Ân Từ          | Phan thượng cung | Thượng cung của Thượng cung cục Hợp tác với Vi quý phi ở tập 2 |
| La Vịnh Nhàn      | Hồ ti thiết      | Ti thiết của Ti thiết phòng |
| Lý Trác Ninh      | La ti thiện      | Ti thiện của Ti thiện phòng |
| Phạm Thể Nhi      | Giang Thu Nguyệt | Chưởng thiện của Ti thiện phòng |
| Giản Mộ Hoa       | Diêu ti trân     | Ti trân của Ti trân phòng |
| Châu Gia Di       | Tào ti chế       | Ti chế của Ti chế phòng |
| Dương Thụy Lân    | Quách công công  | Thái giám cận thân của Đường Thái Tông |
| Trương Quốc Hồng  | Từ công công     | Thái giám cận thân của Thôi thái phi |
| Liêu Lệ Lệ        | Cầu Ma Ma        | Thị tì canh y của Thôi thái phi |
| Lâm Thục Mẫn      | Như Hoa          | Thị tì cận thân của Thôi thái phi |
| Hứa Minh Chí      | Sầm công công    | Thái giám cận thân của Vi quý phi Cùng với Vi quý phi hãm hại Chiêu Dương công chúa ở tập 23 Bị Đường Thái Tông xử tử ở tập 28                                                                |
| Trịnh Tuấn Hoằng  | Vinh An          | Con của Thẩm ma ma Thái giám cận thân củ Vi quý phi Đầu độc Vi quý phi không thành, bị giết ở tập 27                                                                                          |
| Lưu Quế Phương    | Thẩm ma ma       | Mẹ của Vinh An Thị tì cận thân của Vi quý phi Bị Vi quý phi uy hiếp phải nói Chiêu Dương là công chúa giả, bị Đường Thái Tông xử tử ở tập 23                                                  |
| Trương Vi Di      | Như Thảo         | Thị tì của Vi quý phi Cùng với Vi quý phi và Sầm công công hãm hại Chiêu Dương công chúa ở tập 23 Bị Đường Thái Tông xử tử ở tập 28                                                           |
| Tinh Vĩ           | Hương Đào        | Thị tì cận thân của Tôn quý phi |
| Lương Chính Gia   | Ngụy công công   | Thái giám cận thân của Vĩnh Hà công chúa Cùng với Vĩnh Hà công chúa hãm hại Chiêu Dương công chúa và Kim Đa Lộc không thành, bị Đường Thái Tông giam vào ngục ở tập 15                        |
| Lý Mĩ Huệ         | Tâm Nhi          | Thị tì cận thân của Vĩnh Hà công chúa Cùng với Vĩnh Hà công chúa hãm hại Chiêu Dương công chúa và Kim Đa Lộc không thành, được sai đi giết Sở Kiều, bị Đường Thái Tông giam vào ngục ở tập 15 |
| Triệu Hy Lạc      | Nguyệt Nhi       | Thị tì của Vĩnh Hà công chúa |
| Thẩm Ái Lâm       | Tinh Nhi         | Thị tì của Vĩnh Hà công chúa |
| Ngô Ỷ San         | Đan Nhi          | Thị tì của Vĩnh Hà công chúa |
| Trịnh Oánh Oánh   | Quế công công    | Thái giám của Thanh Vân công chúa |
| Trần Pháp Lạp     | Tư Đồ Ngân Bình  | Cung nữ cận thân và là chị em tốt của Chiêu Dương công chúa Bạn thân của Hà Lệ Oánh Xem lại Nhà họ Đinh                                                                                       |
| Dương Hồng Tuấn   | Lý công công     | Thái giám cận thân của Chiêu Dương công chúa Bị Vương Gia Đống giết ở tập 23 |
| Tôn Tuệ Tuyết     | Xuân Nhi         | Thị tì cận thân của Chiêu Dương công chúa |
| Chung Hoàng       | Hạ Nhi           | Thị tì cận thân của Chiêu Dương công chúa |
| Trần Gia Dĩnh     | Thu Nhi          | Thị tì cận thân của Chiêu Dương công chúa |
| Tạ San San        | Đông Nhi         | Thị tì cận thân của Chiêu Dương công chúa |
| Trịnh Gia Tuấn    | Châu công công   | Thái giám cận thân của Xuyên Bình công chúa |
| Tạ Trác Ngôn      | Lục công công    | Thái giám cận thân của Tấn Hoài công chúa |
| Tiêu Khải Hân     | Tình Nhi         | Thị tì cận thân của Tấn Hoài công chúa |
| Trương Cảnh Thuần | Hàn công công    | Thái giám cận thân của Đức Thiện công chúa |
| Hà Đình Ân        | Phi Yến          | Thị nữ của Đức Thiện công chúa |
| Sầm Khiết Nhi     | Hà Lệ Oánh       | Lệ Oánh Cung nữ của Ngự thiện phòng Bạn thân của Tư Đồ Ngân Bình |

### Các diễn viên khác
| Diễn viên         | Vai diễn              | Biệt danh/Mối quan hệ |
| ----------------- | --------------------- | --- |
| Vương Hạo Tín     | Vũ Văn Kiệt           | Vũ Văn công tử Tên thật là A Sử Na Sa Bật (Ashina Sabat) Ngũ hoàng tử của Đột Quyết Lợi dụng Ngô Tứ Đức Cùng La Đạo Viễn, Vương Manh âm mưu lật đổ nhà Đường Bị lật tẩy âm mưu và tự sát ở tập 32 |
| Diêu Tử Linh      | Sở Kiều               | Kĩ nữ Được Vĩnh Hà công chúa sai quyến rũ Kim Đa Lộc |
| Huỳnh Trường Hưng | Lộc Đông Tán          | Sứ giả Thổ Phồn |
| Từ Vinh           | Bảo thúc              | Quản gia của tiệm vàng Đỉnh Phong Hiệu Tham gia bắt cóc Mễ Nhân Từ ở tập 15 Bị giết bởi đồng bọn bắt cóc ở tập 16                                                                                 |
| Dư Tử Minh        | Vinh thúc             | Người làm của tiệm vàng Giám Kim Hiệu |
| Du Biểu           | A Sinh                | Người làm của tiệm vàng Giám Kim Hiệu |
| Lý Khải Kiệt      | A Ý                   | Người làm của tiệm vàng Giám Kim Hiệu |
| Trương Hán Bân    | A Hưng                | Người làm của tiệm vàng Giám Kim Hiệu |
| Thang Tuấn Minh   | A Phát                | Người làm của tiệm vàng Giám Kim Hiệu |
| Đới Chí Vĩ        | Vương Manh            | Thuộc hạ của Vũ Văn Kiệt Cùng Vũ Văn Kiệt, La Đạo Viễn âm mưu lật đổ nhà Đường Giết La Đạo Viễn ở tập 32                                                                                          |
| Lý Hồng Kiệt      | Bốc Nhất Bốc          | Thầy bói Bạn tốt của Kim Đa Lộc Được Đường Thái Tông phong làm Đại Đường quốc sư ở tập 32 |
| Trương Đạt Luân   | Trịnh Thành Dũng      | Bạn thân của Kim Đa Phúc Ăn cắp chén vàng của Giám Kim Hiệu, sau đó bị bắt |
| Lý Thành Xương    | Ân Cung               | Được Ngô Tứ Đức giúp trong lúc hoạn nạn, sau đó giả vờ không biết |
| Lý Hải Sinh       | Vô Trần Phương trượng | Trụ trì của Thiếu Lâm Tự |
| Vu Dương          | Ông chủ Trần          | Chủ của "núi vàng" |
| Đàm Bích Văn      | Lâm Thiên thúc        | Lão đại giang hồ |
| Tăng Kiện Minh    | Mạc đại phu           | Đại phu của Kim gia |
| Huỳnh Gia Lạc     | Trương Phù            | |
| Âu Thoại Vĩ       | Vương Gia Đống        | Ám sát Chiêu Dương công chúa không thành Ám sát Tư Đồ Ngân Bình ở tập 23 |

## Giải thưởng

### Giải thưởng phim truyền hình Quốc tế Seoul lần thứ 6 (Seoul International Drama Awards 6th 2011)
| Hạng mục                                        | Diễn viên  | Kết quả   |
| ----------------------------------------------- | ---------- | --------- |
| Khán giả bình chọn: Nữ diễn viên nổi tiếng nhất | Xa Thi Mạn | Đoạt giải |

### Giải thưởng truyền hình châu Á lần thứ 16 (Asian Television Awards 16th 2011)
| Hạng mục                         | Diễn viên  | Kết quả   |
| -------------------------------- | ---------- | --------- |
| Nữ diễn viên chính xuất sắc nhất | Xa Thi Mạn | Đoạt giải |
| Phim truyền hình hay nhất        |            | Đề cử     |

### Giải thưởng thường niên TVB 2010
| Hạng mục                          | Diễn viên          | Kết quả   |
| --------------------------------- | ------------------ | --------- |
| Phim hay nhất                     |                    | Đoạt giải |
| Nam diễn viên chính xuất sắc nhất | Trần Hào           | Top 5     |
| Nữ diễn viên chính xuất sắc nhất  | Xa Thi Mạn         | Top 5     |
| Nam diễn viên phụ xuất sắc nhất   | Nguyễn Triệu Tường | Top 5     |
| Nữ diễn viên phụ xuất sắc nhất    | Quan Cúc Anh       | Top 5     |
| Nam nhân vật được yêu thích nhất  | Trần Hào           | Đoạt giải |
| Nam nhân vật được yêu thích nhất  | Nguyễn Triệu Tường | Đề cử     |
| Nữ nhân vật được yêu thích nhất   | Xa Thi Mạn         | Đoạt giải |
| Nữ nhân vật được yêu thích nhất   | Trần Pháp Lạp      | Đề cử     |
| Nữ nhân vật được yêu thích nhất   | Chung Gia Hân      | Top 5     |
| Nữ nhân vật được yêu thích nhất   | Quan Cúc Anh       | Đề cử     |
| Nữ nhân vật được yêu thích nhất   | Lý Hương Cầm       | Đề cử     |
| Nam diễn viên tiến bộ nhất        | Huỳnh Hạo Nhiên    | Đoạt giải |
| Nữ diễn viên tiến bộ nhất         | Lý Thi Hoa         | Đề cử     |
| Nữ diễn viên tiến bộ nhất         | Diêu Tử Linh       | Đề cử     |
| Diễn xuất chuyên nghiệp nhất      | Trần Hào           | Đoạt giải |

### My AOD Favourites Awards 2010 (TVB Star Awards Malaysia 2010)
| Hạng mục                                        | Diễn viên          | Kết quả   |
| ----------------------------------------------- | ------------------ | --------- |
| Phim truyền hình được yêu thích nhất            |                    | Đoạt giải |
| Nam diễn viên chính được yêu thích nhất         | Trần Hào           | Đoạt giải |
| Nữ diễn viên chính được yêu thích nhất          | Xa Thi Mạn         | Đoạt giải |
| Nam diễn viên phụ được yêu thích nhất           | Nguyễn Triệu Tường | Top 5     |
| Nữ diễn viên phụ được yêu thích nhất            | Quan Cúc Anh       | Top 5     |
| Top 10 nhân vật truyền hình được yêu thích nhất | Xa Thi Mạn         | Đoạt giải |
| Top 10 nhân vật truyền hình được yêu thích nhất | Trần Hào           | Đoạt giải |

### Giải thưởng nghệ thuật của Tuần báo Minh Báo
| Hạng mục                             | Diễn viên  | Kết quả   |
| ------------------------------------ | ---------- | --------- |
| Nam nghệ sĩ truyền hình nổi bật nhất | Trần Hào   | Đoạt giải |
| Nữ nghệ sĩ truyền hình nổi bật nhất  | Xa Thi Mạn | Đoạt giải |
| Nghệ sĩ được ủng hộ nhất             | Xa Thi Mạn | Đoạt giải |

### Giải thưởng trình diễn xuất sắc của năm 2010
| Hạng mục                                         | Diễn viên  | Kết quả   |
| ------------------------------------------------ | ---------- | --------- |
| Nam diễn viên xuất sắc nhất lĩnh vực truyền hình | Trần Hào   | Đoạt giải |
| Nữ diễn viên xuất sắc nhất lĩnh vực truyền hình  | Xa Thi Mạn | Đoạt giải |

### Cosmopolitan Fun Fearless Awards 2010
| Hạng mục                     | Diễn viên  | Kết quả   |
| ---------------------------- | ---------- | --------- |
| Nhân vật truyền hình của năm | Xa Thi Mạn | Đoạt giải |

### DMA - Dienanh.net Movie Awards 2010
| Hạng mục                                   | Diễn viên  | Kết quả   |
| ------------------------------------------ | ---------- | --------- |
| Nữ diễn viên Hồng Kông được yêu thích nhất | Xa Thi Mạn | Đoạt giải |

### StarHub TVB Awards 2011
| Hạng mục                                | Diễn viên            | Kết quả   |
| --------------------------------------- | -------------------- | --------- |
| Nam diễn viên TVB được yêu thích nhất   | Trần Hào             | Đoạt giải |
| Nữ diễn viên TVB được yêu thích nhất    | Xa Thi Mạn           | Đoạt giải |
| Cặp đôi màn ảnh TVB được yêu thích nhất | Trần Hào, Xa Thi Mạn | Đoạt giải |

### Quốc Kịch Thịnh Điển 2011
| Hạng mục                                                        | Diễn viên  | Kết quả |
| --------------------------------------------------------------- | ---------- | ------- |
| Nữ diễn viên được yêu thích nhất (khu vực Hồng Kông - Đài Loan) | Xa Thi Mạn | Đề cử   |

### Next TV Awards 2011
| Hạng mục                        | Diễn viên     | Kết quả   |
| ------------------------------- | ------------- | --------- |
| Top 10 chương trình truyền hình |               | Đoạt giải |
| Top 10 nghệ sĩ truyền hình      | Xa Thi Mạn    | Đoạt giải |
| Top 10 nghệ sĩ truyền hình      | Trần Hào      | Đoạt giải |
| Top 10 nghệ sĩ truyền hình      | Chung Gia Hân | Đoạt giải |